# مارک اسپیلکر
مارک اسپیلکر (به انگلیسی: Marc Spilker) (زاده ۲۸ ژوئن ۱۹۶۴) کارآفرین، سرمایه‌گذار و مدیر ارشد اجرایی آمریکایی است، که در حال حاضر به‌عنوان مدیر عامل اجرایی شرکت مدیریت آپولو فعالیت می‌کند.